# Nick Zoricic
Nick Zoricic (bośn. Nikola Zoričić, ur. 19 lutego 1983 w Sarajewie, zm. 10 marca 2012 w Grindelwald) – kanadyjski narciarz dowolny pochodzenia bośniackiego, specjalizujący się w skicrossie. Były narciarz alpejski.
Nie startował nigdy na igrzyskach olimpijskich. W 2011 roku wystartował na Mistrzostwach Świata w Deer Valley, gdzie zajął 8. miejsce w skicrossie. Był to jego jedyny start na zawodach tej rangi. Najlepsze wyniki w Pucharze Świata osiągnął w sezonie 2010/2011, kiedy to zajął 19. miejsce w klasyfikacji generalnej, a w klasyfikacji skicrossu był piąty. Zmarł po tragicznym upadku podczas zawodów w Grindelwald, kiedy to lądując z zeskoku, wyleciał poza tor i uderzył w przeszkodę na boku trasy.

## Sukcesy

### Mistrzostwa świata
| Miejsce | Dzień    | Rok  | Miejscowość | Konkurencja | Zwycięzca             |
| ------- | -------- | ---- | ----------- | ----------- | --------------------- |
| 8.      | 4 lutego | 2011 | Deer Valley | Skicross    | Christopher Del Bosco |

### Puchar Świata

#### Miejsca w klasyfikacji generalnej
- sezon 2008/2009: 146.
- sezon 2009/2010: 91.
- sezon 2010/2011: 19.
- sezon 2011/2012: 53.

#### Miejsca na podium
1. St. Johann in Tirol – 7 stycznia 2011 (Skicross)  - 2. miejsce
2. Les Contamines – 15 stycznia 2012 (Skicross) – 3. miejsce